# Tercer Frente Bielorruso
El Tercer Frente Bielorruso (en ruso: Первый Прибалтийский фронт, romanizado: Pervyi pribaltiiskii front) fue un Frente (Grupo de Ejércitos) del Ejército Rojo de la Unión Soviética durante la Segunda Guerra Mundial.
Se formó el 24 de abril de 1944 sobre la base de la directiva del Cuartel General del Mando Supremo del 19 de abril de 1944 como resultado de la división del Frente Oeste en el Segundo y Tercer Frentes Bielorrusos. Fue disuelto el 15 de agosto de 1945 por orden del NKO de la URSS con fecha del 9 de julio de 1945.
Las operaciones en las que participó incluyen la Operación Bagratión, la Ofensiva de Riga, la Batalla de Memel, la Ofensiva de Prusia Oriental y finalmente el Sitio de Koenigsberg. Aunque costoso, el avance del Tercer Frente Bielorruso por los Estados bálticos, el norte de Polonia y Prusia Oriental, fue en gran parte victorioso, con una de las pocas derrotas ocurridas durante la Operación Gumbinnen-Goldap, en octubre de 1944.

## Historial de combate
Durante el verano de 1944, el frente tomó parte en la Operación Bagratión, en el curso de dicha operación el frente llevó a cabo las operaciones secundarias de Vitebsk-Orsha (junto con el Primer Frente Báltico), Vilna y Kaunas. Sus tropas avanzaron a una profundidad de 500 km, liberaron las ciudades de Vitebsk, Orsha, Borisov, Minsk, Molodechno, Vilna, Kaunas y otras, llegando a la frontera estatal de la URSS con Prusia Oriental.
A principios de octubre de 1944, el frente con las fuerzas del 39.º y 1.º Ejércitos Aéreos participó en la Ofensiva de Memel, junto con unidades del 1.º Frente Báltico, como resultado de lo cual el Grupo de Ejércitos Norte fue aislada, en la llamada Bolsa de Curlandia y empujada hacia el Mar Báltico.
En la segunda quincena de octubre de 1944, las fuerzas del frente llevaron a cabo la Operación Gumbinnen-Goldap, durante la cual las tropas del frente se toparon con una fuerte resistencia alemana, la ofensiva se detuvo a los pocos días, después de haber avanzado unos 30 a 60 km hacia el este de Prusia y el noreste de Polonia, capturaron las ciudades de Stallupen (Nesterov), Goldap, Suwałki, a costa de grandes pérdidas.
En enero-abril de 1945, las tropas del 3.er Frente Bielorruso participaron en la Ofensiva de Prusia Oriental, durante la cual se llevó a cabo la operación Insterburg-Königsberg del 13 al 21 de enero. En cooperación con el Segundo Frente Bielorruso, rompieron las defensas alemanas y avanzaron a una profundidad de entre 70 y 130 kilómetros en el dispositivo alemán, alcanzado los accesos a la ciudad de Koenigsberg (ahora Kaliningrado), tras este espectacular avance, los restos del Grupo de Ejército Norte quedaron cercados en tres bolsas aisladas entre sí, que fueron progresivamente eliminadas por las tropas del Tercer Frente Bielorrusoː
- Unas 15 divisiones del 4.º Ejército habían quedado cercadas en las orillas de la laguna del Vístula (en alemán, Frisches Haff) en lo que pasó a conocerse como Bolsa de Heiligenbeil. Después de algunos combates menores, estas unidades se rendirían finalmente el 29 de marzo.[4]
- Los restos del 3.º Ejército Panzer, puestos bajo el mando del 4.º Ejército (Otto Lasch), quedaron aislados en el Sitio de Königsberg. La ciudad fue finalmente tomada por los soviéticos el 9 de abril, tras sufrir ambos bandos un elevado número de bajas.[4]
- El tercer grupo de fuerzas alemanas, el XXVIII Cuerpo de Ejército o Armeeabteilung Samland bajo el mando del general Hans Gollnick, ocupaba posiciones defensivas en la península de Samland, donde mantuvo el control del puerto de Pillau (ahora Baltisk) hasta completarse la evacuación final de esta área. Las últimas unidades fueron evacuadas de Pillau el 25 de abril tras la Ofensiva de Zemland.[4]

## Composición
A 23 de junio de 1944, durante la Operación Bagration, el Tercer Frente Bielorruso se encontraba bajo el mando del general de ejército Iván Cherniajovski e incluía las siguientes unidadesː
- 5.º Ejército (nueve divisiones de fusileros, dos brigadas de tanques, seis regimiento de cazacarros SU) comandanteː teniente general Nikolái Krylov
- 11 Ejército de la Guardia (nueve divisiones de fusileros, una región fortificada,[6] dos cuerpos de tanques de la Guardia, una brigada de tanques, cuatro regimientos de tanques, tres regimientos de cazacarros SU) comandanteː teniente general Kuzma Galitski;[7]
- 31.er Ejército (nueve divisiones de fusileros,una región fortificada,[6] dos cuerpos de tanques de la Guardia, una brigada de tanques, cuatro regimientos de tanques, tres regimientos de cazacarros SU) comandanteː teniente general Vasili Glagolev;[8]
- 39.º Ejército (siete divisiones de fusileros, una brigada de tanques, dos regimientos de cazacarros SU) comandanteː teniente general Iván Liudnikov;[9]
- 5.º Ejército de Tanques de la Guardia  (un cuerpo de tanques de la Guardia, un cuerpo de tanques) comandanteː mariscal de blindados Pavel Rótmistrov
- Grupo de Caballería Mecanizada o KMG (un cuerpo de caballería de la Guardia y un cuerpo mecanizado de la Guardia) comandanteː teniente general Nikolái Oslikovski;[10]
- Reservas del Frente (un regimiento de cazacarros SU)
- 1.er Ejército Aéreo (seis divisiones de bombarderos, tres divisiones de asalto, una división de cazabombarderos, seis divisiones de caza) comandanteː teniente general de Aviación Mijaíl Gromov.[11]

## Mando

### Comandantes
- Coronel general, desde el 26 de junio de 1944, general de ejército, Iván Cherniajovski (24 de abril de 1944 - 18 de febrero de 1945)
- Mariscal de la Unión Soviética Aleksandr Vasilevski (20 de febrero de 1945 - 26 de abril de 1945)
- General de ejército Iván Bagramián (26 de abril de 1945 - 9 de julio de 1945)

### Miembro del Consejo Militar
- Teniente general Vasili Makarov (abril de 1944 - hasta el final de la guerra)

### Jefe del Estado Mayor
- Teniente general, desde agosto de 1944 coronel general Aleksandre Pokrovsky (abril de 1944 - hasta el final de la guerra).[12]